# 2 złote polskie (1816–1820)
2 złote polskie (1816–1820) – moneta dwuzłotowa Królestwa Kongresowego okresu autonomii, wprowadzona ukazem cara Aleksandra I z 1 grudnia 1815 r., bita w srebrze w latach 1816–1820, według systemu monetarnego opartego na grzywnie kolońskiej. Moneta nie posiadała otoku i dlatego została zastąpiona dwuzłotówką 1819–1825, z otokiem. Wycofano ją z obiegu 1 maja 1847 r.
Moneta została wybita bez otoku, podobnie jak wszystkie początkowe emisje Królestwa Polskiego okresu autonomii.

## Awers
Na tej stronie umieszczono prawe popiersie cara Aleksandra I, dookoła otokowo napis:

ALEXANDER I CESARZ SA.W.ROS.KRÓL POLSKI *

## Rewers
Na tej stronie umieszczono średni herb Królestwa Kongresowego, tzn. orła rosyjsko-polskiego – dwugłowy orzeł z trzema koronami, dużą pośrodku i dwiema małymi na głowach orła, w prawej łapie trzyma miecz i berło, w lewej jabłko królewskie, na piersi, na tle gronostajowego płaszcza, tarcza herbowa z polskim orłem. Po obu stronach dużej korony rok bicia „18 16", „18 17", „18 18", „18 19" lub „18 20". Na dole, po obu stronach ogona orła, znajduje się znak intendenta mennicy w Warszawie – I.B. (Jakuba Benika), dookoła otokowo napis:

2.ZŁOTE POLSKIE. 43 43/125 Z GR•CZ•KOL•

## Opis
Monetę bito w mennicy w Warszawie, w srebrze próby 593, na krążku o średnicy 26 mm, masie 9,09 grama, z rantem skośnie ząbkowanym, bez otoku. Według sprawozdań mennicy w latach 1816–1820 w obieg wypuszczono 7 009 279 sztuk dwuzłotówek. W latach 1819 i 1820 bito dwuzłotówki dwóch typów:
- bez otoku, z rantem skośnie ząbkowanym oraz
- z otokiem, rant pionowo ząbkowanym.

Mennica w swoich sprawozdaniach raportowała jedynie liczbę wprowadzanych do obiegu monet konkretnego nominału, bez podawania typu. Dwuzłotówki z otokiem z 1819 są dość rzadkie, można więc przyjąć, że ten typ nie miał istotnego wpływu na całkowitą liczbę dwuzłotówek wprowadzonych do obiegu w latach 1816–1820. Inaczej rzecz się ma z rocznikiem 1820, dla którego monety bez otoku spotyka się tylko trochę rzadziej niż monety z otokiem.
Stopień rzadkości poszczególnych roczników przedstawiono w tabeli:
| Rocznik              | Typ       | Stopień rzadkości | Szacowana liczba egzemplarzy | Uwagi                                                | Zdjęcie |
| -------------------- | --------- | ----------------- | ---------------------------- | ---------------------------------------------------- | ------- |
| 2 złote polskie 1816 |           | R                 | 80 001–400 000               |                                                      |         |
| 2 złote polskie 1817 |           | R                 | 80 001–400 000               |                                                      |         |
| 2 złote polskie 1818 |           | R                 | 80 001–400 000               |                                                      |         |
| 2 złote polskie 1819 | bez otoku | R                 | 80 001–400 000               | bito również monety 2 złote polskie (1819–1825) (R4) |         |
| 2 złote polskie 1820 | bez otoku | R1                | 15 001–80 000                | bito również monety 2 złote polskie (1819–1825) (R)  |         |

Moneta była bita w latach panowania Aleksandra I, więc w numizmatyce rosyjskiej zaliczana jest do kategorii monet tego cara.
Dwuzłotówka była bita na starych automatach menniczych, które rozpoczęły swoją pracę jeszcze w czasach Rzeczypospolitej Obojga Narodów. Maszyny te nie pozwalały na emisję monet z wystającym powyżej rysunków awersu i rewersu obrzeżem (zwanym otokiem), mającym zmniejszać tempo ścierania się rysunków egzemplarzy uczestniczących w codziennym obrocie pieniężnym. W odpowiedzi na pismo Namiestnika Królestwa Polskiego z 9 kwietnia 1818 r. zawierające prośbę o wyrażenie zgody na:
- bicie monet z napisem „z miedzi krajowej” oraz
- srebrnych 10-złotówek, które nie były wymienione w akcie prawnym z 1 grudnia 1815 r.,

król-cesarz Aleksander I wyraził zgodę, warunkując ją koniecznością bicia ich przez Mennicę Królewską w Warszawie „w formie cylindrycznej, z wykonaniem obrzeża monet prostopadłego do płaszczyzny krążka”. W celu wypełnienia wymagania narzuconego przez administrację petersburską koniecznym było sprowadzenie ze stolicy Cesarstwa Rosyjskiego parowych maszyn menniczych, które postanowiono zainstalować w nowo budowanym gmachu mennicy. Pojawienie się w 1819 r. różnych nominałów z otokiem wiązało się z uruchomieniem petersburskich automatów. Monety z otokiem i prostopadle ząbkowanym rantem z 1818 r. miały charakter próbny i były bardzo nieliczne. Na przełomie XX i XXI w. znane są egzemplarze dwuzłotówek z datą roczną 1818 wybitych z otokiem, co do których autorzy katalogów nie są zgodni czy powinny mieć status monet próbnych, czy ewentualnie nowego bicia.